# هيلموت ماير
هيلموت ماير (بالألمانية: Helmut Meyer )‏ (و. 1928 – 2012 م) هو قاضي، وسياسي، من ألمانيا، ولد في ميونخ، كان عضوًا في الحزب الديمقراطي الاجتماعي الألماني، توفي في ميونخ، عن عمر يناهز 84 عاماً.

## مناصب
تولى منصب عضو مجلس الشورى الموحد بافاريا.

## جوائز
حصل على جوائز منها:
- وسام الاستحقاق البافاري.